# Circuito di Papez
Il circuito di Papez indica l'asse corteccia cerebrale-ippocampo-talamo-corteccia, descritto dal neuroanatomista James Papez (1883-1958), secondo il quale tale percorso intracerebrale è implicato nelle funzioni dell'emozione e della memoria.

## Descrizione del circuito
Il circuito di Papez coinvolge varie strutture del cervello. Comincia e finisce con l'ippocampo (o la formazione dell'ippocampo). La dissezione della fibra indica che la dimensione media del circuito è di 350 millimetri. Il circuito di Papez passa attraverso i seguenti percorsi neurali:
Formazione dell'ippocampo (sotto-studio) → fornice → corpi mammillari→ tratto mammillotalamico → nucleo talamico anteriore → cingolo → corteccia entorinale → formazione dell'ippocampo.
Dalla corteccia ippocampale di corno di ammone e fascia dentata le informazioni viaggiano tramite il sistema fimbria-fornice e attraverso il fascio ippocampo-mammillare arrivano ai corpi mammillari dell'ipotalamo. Da qui parte il fascio mammillo-talamico (del Vicq d'Azyr) destinato ai nuclei anteriori del talamo.
Tali nuclei proiettano fibre nervose alla corteccia cerebrale del lobo limbico, precisamente alla circonvoluzione del cingolo. Da qui le fibre nervose si portano all'ippocampo ventrale, chiudendo così il circuito.
Una fotografia della vista mediale inferiore del cervello quando sezionata mostra chiaramente il layout del circuito di Papez. A causa della posizione delle strutture nel circuito, la forma risultante è un limbus. Questo è ciò che ha spinto MacLean a chiamare il circuito il sistema limbico quando in seguito ha modificato il circuito.
Vari studi indicano che il circuito di Papez è fortemente influenzato dal cervelletto e che forse l'ippocampo non è il punto di partenza del circuito. Anatomicamente, questo avrebbe senso poiché il cervelletto è collegato al circuito con molte fibre sottili e fasci di fibre. Le lesioni chimiche sul cervelletto sembrano avere un effetto inibitorio sul circuito. Gli studi comportamentali sugli animali mostrano che la stimolazione elettrica del cervelletto anteriore può causare eccitazione, attacco predatorio e risposte nutrizionali, che si pensa siano tutte espressioni di emozione. Nel complesso, questi studi dimostrano che il cervelletto può anche essere incluso in un sistema emotivo del cervello.